# 献堂式序曲
『献堂式』序曲（けんどうしきじょきょく、Ouvertüre „Die Weihe des Hauses“） 作品124は、ルートヴィヒ・ヴァン・ベートーヴェンが作曲した序曲である。ベートーヴェンが純粋管弦楽のために作曲した最後の作品にあたり、1820年代に書かれた唯一の序曲でもある。また祝典劇の『献堂式』も解説する。

## 概要
本作は1822年に、ウィーンに新築されたヨーゼフシュタット劇場のこけら落としのために作曲された祝典劇の序曲である。劇場の支配人カール・フリードリヒ・ヘンスラーは作家のカール・マイスル（Karl Meisl, 1761年 - 1825年）に劇の制作を依頼し、マイスルが制作した作品は『侯爵の肖像』と『献堂式』の2作品であった。祝典劇の『献堂式』はかつてブダペストで上演された付随音楽『アテネの廃墟』（コツェブー原作）を翻案することが決まったため、マイスルは内容を一部変更し、同時にベートーヴェンも劇の音楽を改作することとなった（ただし大半は『アテネの廃墟』からの転用であった）。この改作で生み出された作品が合唱曲（WoO.98）と本作の『献堂式序曲』である。
祝典劇の初演は1822年10月3日に、ウィーンのヨーゼフシュタット劇場でフランツ・グレーザーの指揮で行われた。また当日は皇帝フランツ2世の聖名祝日でもあった。また、1824年5月7日に交響曲第9番が初演された際に、ミサ・ソレムニスからの3曲（プログラムには「三つの大賛歌」として記載）とともにこの曲も演奏されている。

## 出版・献呈
- 出版：1825年にマインツのショット社より出版。
- 献呈：ニコラウス・ガリツィン（ロシア語版）侯爵。

## 序曲
マエストーソ・エ・ソステヌート（ハ長調、4分の4拍子）の序奏とアレグロ・コン・ブリオ（ハ長調、4分の4拍子）の主部で構成される。序奏は5和音の強奏によって開始され、木管による行進曲風の主題からトランペットによるファンファーレに続く。主部は2つの旋律を軸にした自由な二重フーガによって重厚に奏される。コーダは壮大なクライマックスで力強いハ音のユニゾンの上で終える。演奏時間は約10分ないし12分。
この序曲で二重フーガや対位法が用いられているが、これは当時ベートーヴェンがJ.S.バッハやヘンデルらに強い関心を持っており、彼らに敬意を込める形で作品に投影しているといえる。

## 楽器編成
- 木管楽器:フルート2、オーボエ2、クラリネット2、ファゴット2
- 金管楽器:ホルン4、トランペット2、トロンボーン3
- その他:ティンパニ（1対）、弦五部

## 参考資料
- 『作曲家別名曲解説ライブラリー3 ベートーヴェン』（音楽之友社）
- 『ベートーヴェン:序曲集』（オイゲン・ヨッフム指揮、ロイヤル・コンセルトヘボウ管弦楽団、フィリップス）の解説書